# Skuggan av ett tvivel
Skuggan av ett tvivel (engelska: Shadow of a Doubt) är en amerikansk thrillerfilm från 1943 i regi av Alfred Hitchcock. I huvudrollerna ses Teresa Wright och Joseph Cotten.

## Handling
När morbror Charles besöker den sömniga staden Santa Rosa i Kalifornien, för att fly till sin systers familj, börjar den glada tonårstjejen "Charlie" bli misstänksam. Är hennes älskade morbror en ökänd mördare?

## Om filmen
Filmen var Hitchcocks personliga favorit ur hans egen produktion. Filmen har visats i SVT flera gånger, bland annat 1984, 2016 och i januari och augusti 2018.

## Rollista i urval
- Teresa Wright – Charlotte "Charlie" Newton
- Joseph Cotten – Charles "morbror Charlie" Oakley
- Macdonald Carey – Jack Graham, detektiv
- Henry Travers – Joseph Newton, "Charlies" far
- Patricia Collinge – Emma Newton, "Charlies" mor och "morbror Charlies" syster
- Wallace Ford – Fred Saunders, detektiv
- Hume Cronyn – Herbie Hawkins, familjen Newtons granne
- Edna May Wonacott – Ann Newton, "Charlies" yngre syster
- Charles Bates – Roger Newton, "Charlies" yngre bror
- Irving Bacon – stins
- Clarence Muse – Pullman Porter
- Janet Shaw – Louise Finch, servitris
- Estelle Jewell – Catherine, "Charlies" väninna

Hitchcock, som ofta medverkade i cameoroller i sina filmer, skymtar förbi in en scen cirka 15 minuter in i filmen. I en tågkupé sitter han och spelar bridge.